# 새미 코엔
새미 코엔(Sammy Cohen, 1902년 12월 8일 ~ 1981년 5월 30일)은 미국의 영화배우이다.
미니애폴리스에서 태어났으며 샌타모니카에서 사망하였다.

## 영화
- 투 머치 하모니 (1933년)
- 더 크래들 스내처스 (1927년)